# Headbangers Symphony
Headbangers Symphony es el segundo álbum de estudio del guitarrista alemán Wolf Hoffmann, publicado en 2016 por Nuclear Blast. Lanzado al mercado diecinueve años después de su disco debut Classical (1997), cuenta con once obras de diez compositores de la música clásica las que fueron arregladas y versionadas en el estilo metal neoclásico. Su grabación tardó cerca de diez años, porque según Hoffmann estaba en ello cuando se concretó la reunión de su banda Accept en 2009. A diferencia de su anterior producción, en esta incluyó una sección de cuerdas interpretada por la Orquesta Sinfónica Nacional Checa y tuvo como principal colaborador al compositor, arreglista y pianista italiano Melo Mafali. Por su parte, el álbum recibió críticas positivas por parte de la prensa especializada e ingresó en algunas listas musicales de Europa.

## Antecedentes

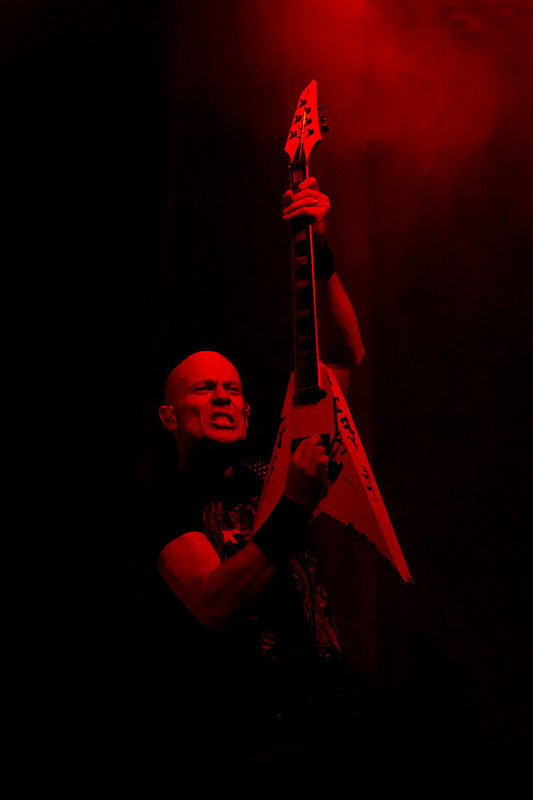
A pesar de que Wolf Hoffmann ideó el concepto del disco a finales de la década de los 2000, tardó cerca de diez años en grabarlo.

Si bien Wolf Hoffmann no tuvo una educación clásica y tampoco se crio en una familia de músicos, en una entrevista afirmó que de niño estuvo expuesto a la música clásica, pero que nunca le interesó hasta años más tarde. Su primer acercamiento a ese tipo de música lo realizó con más de veinte años de edad comenzando con las sinfonías de Piotr Ilich Chaikovski, a las que consideró como «pesadas y dramáticas». En 1985 en la canción «Metal Heart» del disco homónimo de su banda Accept, incluyó una introducción en guitarra eléctrica de la «Marcha Eslava» de Chaikovski y el solo era una versión de «Para Elisa» de Ludwig van Beethoven, que fue la primera vez que agregó partes de piezas clásicas a una canción de heavy metal. Doce años más tarde, debutó como solista con el disco Classical (1997), una producción que precisamente incluyó diez versiones de música clásica grabadas en el subgénero rock instrumental.

## Concepción y grabación
El concepto del álbum se ideó entre el 2007 y 2008, casi una década antes de su publicación, según el propio guitarrista. En primer lugar, tuvo que buscar a un ayudante que tuviera conocimientos del mundo clásico ya que según él: «(...) no puedo escribir partituras para orquestas, puedo escucharlo en mi cabeza, pero físicamente no puedo hacerlo yo mismo». Luego de probar con algunos artistas, finalmente encontró al compositor, arreglista y pianista italiano Melo Mafali quien fue el encargado de la sección de cuerdas. En una entrevista dada en 2016, Hoffmann aseguró que el principal desafío era encontrar las obras clásicas correctas y que estas pudiesen adaptarse fácilmente al metal. Una vez seleccionadas, la mayor parte del trabajo se invirtió en arreglar las canciones, como por ejemplo adecuar el tempo y el ritmo para la batería y la guitarra eléctrica. A su vez, en otras tuvo que realizar pequeñas composiciones como inventar y reorganizar los riffs.
Su grabación tardó cerca de diez años, porque según Hoffmann estaba en ello cuando se concretó la reunión de Accept en 2009. Debido a sus obligaciones con la banda solo podía trabajar unas pocas semanas al año mientras no estaban de gira, por ejemplo la batería se registró entre el 2013 y 2014 con la ayuda del productor Andy Sneap. El disco se grabó principalmente en el estudio personal de Hoffmann en Nashville, mientras que la sección de cuerdas la realizó la Orquesta Sinfónica Nacional Checa en el CNSO Studios de Praga entre el 2014 y 2015.

## Música

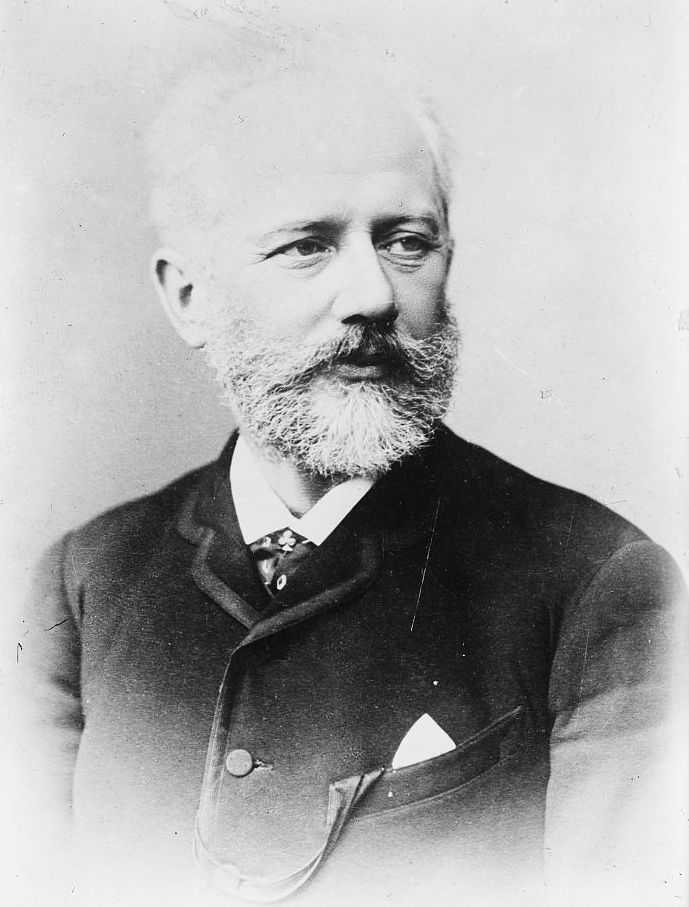
El lago de los cisnes de Piotr Ilich Chaikovski (en la imagen) fue una de las once obras clásicas versionadas en el disco.

Headbangers Symphony posee once piezas clásicas las que fueron adaptadas al estilo metal neoclásico. A diferencia de otros artistas de dicho subgénero que se enfocan generalmente en las composiciones barrocas, Hoffmann se orientó principalmente a las románticas. El disco parte con «Scherzo», una adaptación de la Sinfonía n.º 9 de Ludwig van Beethoven, en donde Hoffmann compuso un riff como acompañamiento, al respecto indicó que «Beethoven es notoriamente difícil de capturar en la guitarra». Cabe señalar que ese riff lo incluyó en la canción «Teutonic Terror» del disco Blood of the Nations de Accept en 2010. «Night on Bald Mountain» es una versión de Una noche en el Monte Pelado del ruso Modest Músorgski. Según el guitarrista incluir este tema fue gracias a su colaborador Melo Mafali, pero en realidad fue una elección fácil ya que «era muy metálica de todos modos». Para «Je crois entendre encore», tomada del primer acto de Los pescadores de perlas del francés Georges Bizet, añadió una sensación de blues ya que era muy relajada. «Double Cello Concerto in G Minor» es una interpretación de Concerto for two cellos in G minor, RV 531 de Antonio Vivaldi. Como fue escrita para dos violonchelos, Hoffmann confirmó que fue «un desafío lograr que sonara bien en la guitarra»; además tuvo que componer un riff para que obtuviera un sonido más metálico. Una de las más reconocidas según Hoffmann es «Adagio», una versión de Adagio en sol menor de Tomaso Albinoni. Al respecto mencionó que: «A veces, al tomar una pieza bien conocida y hacerlo inusualmente, alienta a todos a apreciar el brillo de la composición».
Uno de los grandes desafíos para Hoffmann fue versionar Sinfonía n.º 40 de Wolfgang Amadeus Mozart, a la cual añadió un riff adicional a la melodía. Sobre el compositor austríaco señaló que «...es uno de los compositores clásicos a los que es fácil transponer a la guitarra». También adaptó El lago de los cisnes de Piotr Ilich Chaikovski, la que consideró como uno de los momentos clásicos más conocidos con mucho equilibrio y drama. Para Madama Butterfly del italiano Giacomo Puccini tuvo que omitir la voz femenina típica de la canción y adecuar esa parte a la guitarra eléctrica, lo que según él «tal vez molestará a los puristas». La segunda pieza de Beethoven que versionó fue Sonata para piano n.º 8 a la que llamó una «guía para músicos». Para «Meditation», una de las canciones de la ópera Thaïs de Jules Massenet, no hizo mayores cambios para así mantener el estilo hermoso de la balada. La última pista del álbum es «Air on the G String», una adaptación de Aria para la cuerda de sol de Johann Sebastian Bach, que al igual con «Meditation» no modificó nada ya que según Hoffmann: «Esto ha sido tocado muchas veces por tantas grandes orquestas, entonces, ¿qué puedes hacer para mejorar las cosas? La respuesta es que no te metas con la perfección».

## Lanzamiento y promoción
Headbangers Symphony salió a la venta el 1 de julio de 2016 a través del sello Nuclear Blast. Las primeras impresiones incluían una décima segunda canción llamada «Dance of the Knights» —publicada como la cuarta pista—, una versión de Romeo y Julieta del compositor Serguéi Prokófiev, pero que al final no se agregó por problemas legales. De acuerdo con Hoffmann el dilema fue que, como Prokófiev aun no cumplía los años necesarios de fallecimiento para que sus obras fueran de dominio público, el sello discográfico tuvo que pedir permiso a la familia pero una vez que obtuvieron la autorización ya era demasiado tarde. La canción se omitió del listado a pesar de que ya estaban impresas las primeras copias. Cabe señalar que en este tema Devin Townsend interpretó el bajo eléctrico.
Para promocionarlo, el 6 de junio de 2016 se publicó un videoclip de audio de «Scherzo» en la cuenta oficial de Nuclear Blast en Youtube. Más tarde, vieron la luz dos avances cinematográficos (15 y 23 de junio) en donde Hoffmann relató como se llevó a cabo el proyecto y las dificultades que enfrentó para unir la música clásica con el heavy metal. Por su parte, el 1 de julio del mismo año fue publicado en Youtube el video oficial de «Night On Bald Mountain». En 2017, durante la presentación de Accept en el festival Wacken Open Air, Hoffmann junto con una orquesta sinfónica tocó las canciones «Night On Bald Mountain», «Scherzo», «Romeo And Juliet», «Pathétique», «Double Cello Concerto In G-Minor» y «Symphony No. 40», las que fueron grabadas para el disco en vivo de Accept, Symphonic Terror - Live At Wacken 2017 de 2018.

## Comentarios de la crítica
Headbangers Symphony recibió mayoritariamente reseñas positivas por parte de la crítica especializada. Ray Van Horn, Jr. del sitio web Blabbermouth.net le otorgó una calificación de ocho sobre diez y señaló que: «Incluso un recién llegado a la música clásica podrá reconocer y roquear con Wolf en este álbum». Nick Balazs de la revista canadiense Brave Words & Bloody Knuckles mencionó que era muy recomendable y que permite notar lo heavys que eran los compositores clásicos. Mohsen Fayazi del sitio Metal Shock Finland lo valoró con una puntuación de diez sobre diez y mencionó que «no solo era un álbum musical maravilloso, sino que era un alimento saludable para las almas y mentes, y uno de esos discos que quieres escuchar una y otra vez». Mike Borrink de la revista alemana Rock Hard recalcó que si bien Hoffmann ya había mezclado ambos estilos en «Metal Heart» y en Classical, en este disco dio un paso más allá y que la inclusión de una orquesta sinfónica ofreció mucha más energía.
Matthias Weckmann de la edición alemana de Metal Hammer afirmó que Hoffmann adoptó un enfoque completamente diferente a su primer disco Classical y que el énfasis está más orientado al metal que a la música clásica. Por su parte, Sam Radojcin de la revista australiana Loud comentó que Hoffmann y la Orquesta Sinfónica Nacional Checa formaron una mezcla equilibrada entre el metal y el mundo clásico. Carl Neumann de la también australiana Heavy mencionó que «el material elegido para reinterpretar fluye suavemente y lleva al oyente a un viaje musical emocional». Al finalizar su revisión, Neumann concluyó que «Headbangers Symphony es un álbum maravillosamente construido de principio a fin que mejora con las sesiones de escucha posteriores».

## Lista de canciones
| N.º | Título                             | Escritor(es)            | Duración |  |
| 1.  | «Scherzo»                          | Ludwig van Beethoven    | 5:22     |  |
| 2.  | «Night on Bald Mountain»           | Modest Músorgski        | 4:22     |  |
| 3.  | «Je crois entendre encore»         | Georges Bizet           | 4:17     |  |
| 4.  | «Double Cello Concerto in G Minor» | Antonio Vivaldi         | 3:31     |  |
| 5.  | «Adagio»                           | Tomaso Albinoni         | 5:45     |  |
| 6.  | «Symphony No. 40»                  | Wolfgang Amadeus Mozart | 4:10     |  |
| 7.  | «Swan Lake»                        | Piotr Ilich Chaikovski  | 4:45     |  |
| 8.  | «Madame Butterfly»                 | Giacomo Puccini         | 3:57     |  |
| 9.  | «Pathétique»                       | Ludwig van Beethoven    | 5:40     |  |
| 10. | «Meditation»                       | Jules Massenet          | 4:04     |  |
| 11. | «Air on the G String»              | Johann Sebastian Bach   | 2:50     |  |

## Posicionamiento en listas musicales
| País     | Lista                | Posición |
| -------- | -------------------- | -------- |
| Suiza    | Swiss Music Charts   | 75       |
| Alemania | Media Control Charts | 90       |
| Bélgica  | Ultratop (Valonia)   | 169      |

## Créditos
| - Wolf Hoffmann: guitarra eléctrica - Peter Baltes: bajo - John Billings: bajo en «Double Cello Concerto in G Minor» - Matthias Rethmann: bajo en «Adagio», «Meditation» y «Air On The G String» - Jason Bowl y Pat McDonald: batería en «Scherzo» y «Adagio» - Melo Mafali: teclados - Orquesta Sinfónica Nacional Checa: sección de cuerdas | - Wolf Hoffmann: productor - Melo Mafali: arreglista - Stanislav Baroch: ingeniería de sonido - Daniel Rowland: masterización - Andy Sneap y Daniel Rowland: mezclador - Marc Whitaker: diseño - Gaby Hoffmann: directora artística - Jan Chalupecky: director de orquesta |

Fuente: Discogs